# Linkin Park
Linkin Park este o formație rock americană din Agoura Hills, California. Formată în 1996, trupa a dobândit faima internațională cu albumul de debut Hybrid Theory (2000), care a fost certificat diamant de către RIAA în 2005 și multi-platină în multe alte țări. Următorul album de studio, Meteora, a continuat succesul trupei, fiind pe prima poziție în clasamentul Billboard 200 al albumelor în 2003, fiind urmat de un turneu extins și acte de caritate în jurul lumii. În 2003, MTV2 a numit Linkin Park a șasea cea mai mare trupă din era videoclipurilor muzicale și a treia cea mai bună a noului mileniu. "Billboard" a clasat Linkin Park pe locul 19 în clasamentul celor mai buni artiști ai deceniului. În 2012, trupa a fost votată drept cel mai mare artist al anilor 2000 într-un poll Bracket Madness pe VH1. În 2014, trupa a fost declarată drept Biggest Rock Band in the World Right Now de Kerrang!.
Adoptând un stil nu metal și rap metal în Hybrid Theory și Meteora, trupa a explorat alte genuri în următorul său album, Minutes to Midnight (2007). Albumul a condus clasamentele Billboard și a avut a treia cea mai bună săptămână de debut a vreunui album în acel an. Trupa a continuat să exploreze o varietate mai largă de tipuri muzicale în cel de-al patrulea album, A Thousand Suns (2010), combinând muzica cu mai multe sunete și beat-uri electronice. Al cincilea album al lor, Living Things (2012), combină elemente muzicale din toate înregistrările precedente. Al șaselea și cel mai recent album al lor, The Hunting Party (2014), marchează revenirea la un sunet rock mai proeminent. Trupa a colaborat cu mulți alți artiști, cel mai notabil cu rapper-ul Jay Z pe EP-ul Collision Course, și mulți alții pe albumele remix Reanimation și Recharged. Linkin Park a vândut peste 68 de milioane de albume în lume și a câștigat două Premii Grammy.

## Istorie

### Primii ani (1996–2000)
Istoria trupei a început în 1996, atunci când Mike Shinoda și Brad Delson învățau în școala medie din Agoura Hills. În același an ei au terminat școala și împreună cu prietenul Rob Bourdon, au creat formația "Xero". Până la crearea acestei formații Brad Delson (chitară) și Rob Bourdon (tobe) au cântat în trupa "Relative Degree" aproximativ un an. Mai târziu băieții au plecat să-și continuie studiile în diferite instituții de învățământ. Brad Delson era vecin cu basistul David Farrell în "University of California" din Los Angeles. Mike Shinoda a început studiile în "Art Center College of Design" (Pasadena, statul California) unde l-a cunoscut pe viitorul DJ al trupei Linkin Park- Joe Hahn. După ce David Farrell și Joe Hahn au intrat în trupă, denumirea ei a fost prescurtată până la "Xero" . Peste un anumit timp, trupei i s-a alăturat și vocalistul Mark Wakefield. În 1997, formația înscrie prima demo-casetă care era alcătuită din 4 cântece. Ea a fost trimisă diferitor companii de înregistrare însă niciuna nu s-a atârnat serios de acest colectiv. Dar tinerii nu se dădeau bătuți și continuau să evolueze în cluburi. Astfel odată ei au fost chemați în clubul "The Wisky" - unde au cântat în rolul de "încălzire"  înaintea trupei "System of a Down" , la acest concert era prezentă conducerea companiei "Zomba Music" care a atras atenția asupra tinerei trupe și în aceeași seară după concert a fost semnată înțelegerea de dezvoltare, însă alte companii majore continuau "să se fudulească" . În curând, Mark Wakefield părăsi "Xero" după care Mike Shinoda începu să asculte candidații la postul de vocalist. Brad Delson la fel căuta o voce bună prin intermediul cunoscuților din "Zomba Music" . Mai apoi directorul "A&R" din Zomba Music - Jeff Blue - le spune celor din Xero despre  un prestigios vocalist din Pheonix, statul Arizona -     Chester Bennington. Jeff a spus că a auzit de la cunoscutul său (avocatul lui Benningon) că Chester caută o nouă trupă după plecarea din "Grey Daze" . Pe 22 martie, în ajunul serbării zilei de naștere a lui Bennington de 23 de ani, el primește un sunet de la Jeff Blue care îi spune : "Eu îți voi da răgaz să te odihnești puțin de la sărbătorire. Eu am o excelentă trupă pentru tine " . A doua zi lui Chester îi vine un colet cu două casete cu înregistrările trupei Xero : Una cu vocalul lui Wakefield, alta cu versiunile instrumentale ale pieselor, ambele i-au plăcut lui Chester și el la rândul său a înregistrat interpretarea sa a câtorva părți. Timp de trei zile el, într-un studiou local, suprascrie instrumentalele cu  vocalele sale, iar apoi trimite înregistrarea lui Jeff. Peste două zile, Chester pleacă în Hollywood la studioul de repetiții a lui Xero. După ce a evoluat Bennington, toți concurenții pur și simplu s-au întors și au plecat. Chester a fost fără dubii primit în trupă.După venirea lui Chester în formație, denumirea a fost înlocuită cu cea de "Hybrid Theory" (care în viitor va fi denumirea primului lor album) . Această denumire, membrii trupei o explicau ca pe o definiție pentru stilul lor. La prima vedere, componența formației era gata, însă David Farrell temporar părăsește trupa pentru a da un mic tur cu trupa sa     "Tasty Snax" . În locul lui, la chitară bas cântau Brad Delson și Kyle Cristner. Tânăra trupă lansează un mini-album "Hybrid Theory EP" care avea doar o mie de exemplare, o mare parte din ele sunt transmise de foștii membri ai trupei și de așa numita "Street Team" - un grup de fani care în viitor vor fi "LP Underground" . Mai tîrziu trupa înscrie încă un disc din nouă piese și le răspândește maximal prin cunoștințele din Zomba Music. Demo - înrgistrarea a fost ascultată de patruzeci și două de companii, însă nici una nu îndrăznea să întemeieze un contract cu trupa. Dar băieții nu s-au dat bătuți nici de data asta. Vechiul cunoscut Jeff Blue, pleacă din Zomba Music angajându-se la "Warner Brothers Records" și îi ajută  pe băieți să facă un contract, însă ei iarăși sunt nevoiți să-și schimbe denumirea din cauza conflictului cu trupa engleză "Hybrid". Odată, Chester a văzut denumirea parcului "Lincoln Park" din "Santa Monica" trecând pe lângă el cu mașina. Lui i-a plăcut denumirea asta și și-a spus : "De ce să nu numim așa trupa? Doar parcuri cu astfel de denumire sunt în toată țara, noi vom fi recunoscuți peste tot. Trupa a purtat denumirea asta câteva luni, iar când au vrut să creeze un web -  site cu denumirea LincolnPark.com (au ales - .com , deoarece credeau că astfel este mai prestigios și că va atrage mai mult fanii) au văzut ca așa denumire de web - site deja există. Din această cauză ei pur și simplu au schimbat "Lincoln" cu "Linkin" și au creat pagina web LinkinPark. com. Această denumire era una neutră, deoarece ea nu reflecta stilul lor de muzică, fapt care genera libertatea și lipsa limitelor în crearea muzicii.  Astfel, a avut loc formarea colectivului, inventarea denumirii și găsirea unei companii de înregistrare, urma etapa devenirii unei dintre cele mai populare și de succes trupe din istorie.

### Hybrid TheoryșiReanimation(2000–2002)
Pe 24 octombrie 2000 trupa avea să își lanseze albumul de debut. Intitulat "Hybrid Theory", albumul reprezenta aproape cinci ani de muncă intensă, și a fost bine primit de către critici și de către public, ajungând să vândă mai mult de 4,8 milioane de copii de-a lungul anului și peste 14 milioane de copii până la momentul actual, plasând trei piese pe locul întâi în topuri. Albumul a fost nominalizat de trei ori la premiile Grammy, iar melodia "In The End" și-a adjudecat două premii MTV (Best Rock Video și Best Direction). Revista Rolling Stone l-a caracterizat ca având "douăsprezece melodii în care influențele metal, rock, alternativ sau hip-hop se completează artistic, asemenea unor flăcări care se îmbină una în alta formând un foc indivizibil".
Linkin park au participat în acea perioadă la nenumărate festivaluri, și și-au format propriul turneu, Project Revolution, unde au avut invitați artiști precum Cypress Hill, Adema și Snoop Dogg.
După întoarcerea lui Phoenix, Linkin Park a început lucrul la un album de remixuri, numit "Reanimation". Albumul a fost lansat pe 30 iulie 2002, și a beneficiat de colaborări precum Black Thought, Jonathan Davis, Aaron Lewis și mulți alții. Reanimation s-a clasat pe locul doi în Billboard 200 și a fost vândut în aproape 270.000 de copii în prima săptămână. Hybrid Theory de asemenea a intrat în RIAA Top 100 Albums.

### Meteora(2002–2003)

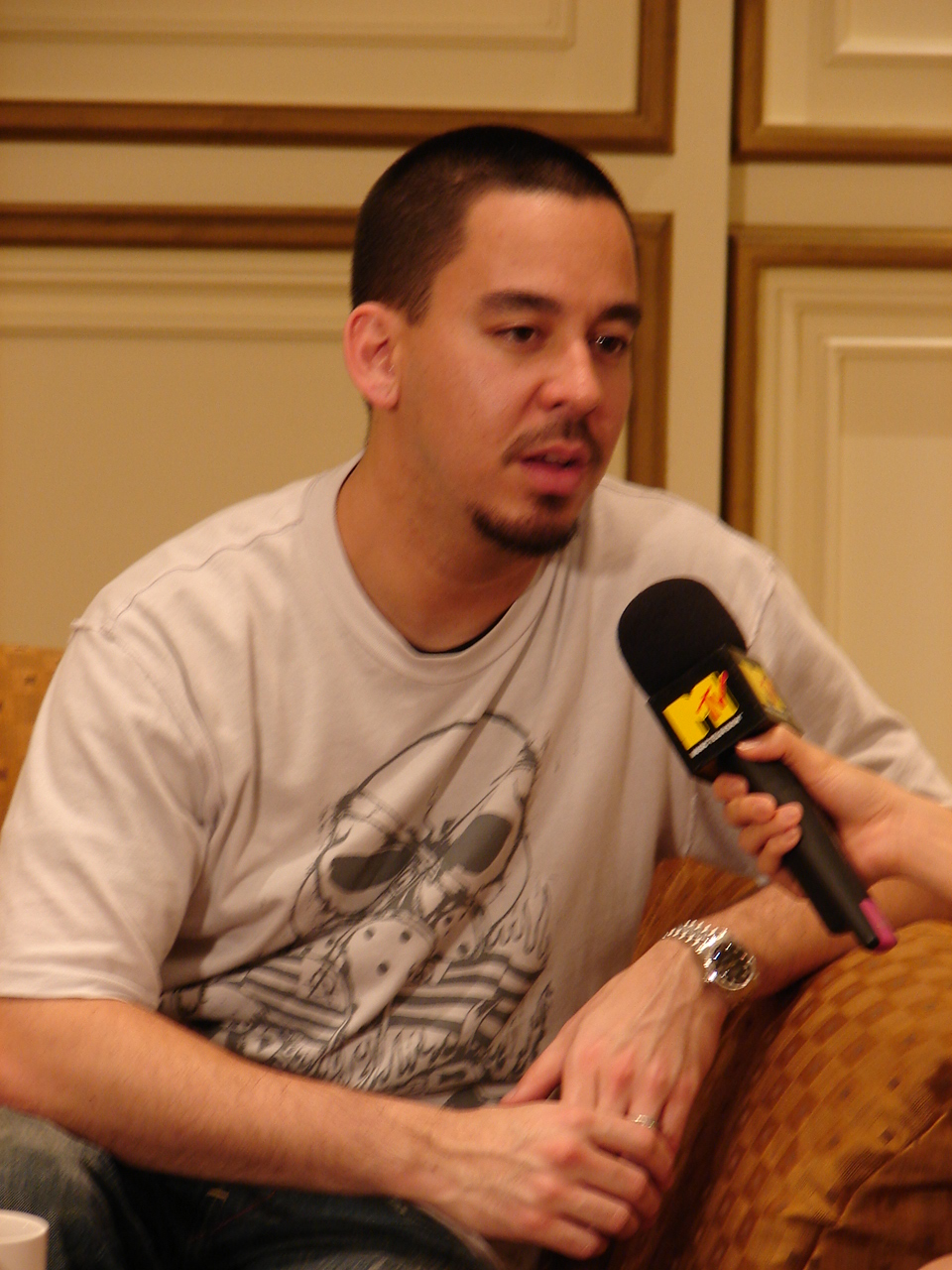
Mike Shinoda

Lansarea unui al doilea album care să urmeze imensului succes de care s-a bucurat "Hybrid Theory", a adus cu sine apariția unei presiuni care părea a fi insurmontabilă.
"Nici nu vrem să ne gândim la faptul că trebuie să vindem 10 milioane de copii ale unui album de fiecare dată. E ridicol", spune Bennington. "A fost o binecuvântare pentru noi să vindem atât de multe albume; acest lucru nu se întâmplă prea des, chiar și să reușești o singură dată în carieră acest lucru reprezintă o realizare fantastică. Avem obligații față de fanii noștri. Nu ne vom așeza confortabil să așteptăm ca lumea să ne cumpere albumul". "Iar dacă ne cunoașteți, veți ști că presiunea nu vine din afară, ci din interiorul trupei", spune Shinoda.
"Am vrut doar să scoatem un alt album de care să fim mândri", spune Bourdon. " Ne-am concentrat asupra acestui lucru și am muncit din greu pentru a crea melodii care să placă atât publicului cât și nouă. Noi suntem cei mai îndârjiți critici ai pieselor noastre". Dacă nu credeți acest lucru, atunci luați în considerare faptul că Shinoda și Bennington au scris 40 de refrene diferite pentru primul single al noului album, "Somewhere I Belong", până a ajunge la varianta finală. 
"Știam că trebuia să modificăm câteva lucruri la piesa această", spune Shinoda ridicând din umeri. "Deci am scris un refren nou, l-am înregistrat și apoi l-am mixat. L-am ascultat a doua zi, iar Chester și cu mine ne-am uitat unul la altul și ne-am zis... 'Nu știu... cred că ar putea suna și mai bine'. Și apoi o luăm de la capăt. A fost o muncă continuă care a înlăturat probabil tensiunea la care am fost supuși în urma succesului primului nostru album și a faptului că acest al doilea disc trebuia să se ridice la nivelul primului. Însă noi am rămas în continuare la fel de critici cu noi înșine și am continuat să scriem melodii cât mai bune, care să placă și să ne placă. Câțiva se așteptau că noi să scoatem pe piață o versiune mai slabă a Hybrid Theory, care să fi fost întrucâtva mixată, transformată și care să nu fi adus nimic nou, dar acest lucru nu este adevărat." 
Rezultatele acestei atitudini au apărut imediat: Meteora. Cele douăsprezece piese arată o maturizare a trupei, dar în același timp accentuând legătura strânsă dintre membrii Linkin Park, care se accentuează din ce în ce mai mult, o dată cu completarea formulei de către Bennington în 1999. Colaborând din nou, la fel ca și în cazul primului album cu producătorul Don Gilmore, albumul a prins viață într-o varietate de studiouri, chiar și în autocarul folosit în turnee sau în studiourile de acasă ale fiecărui membru. Astfel, în cazul acestui album cei de la Linkin Park au avut posibilitatea să experimenteze o paletă întreagă de stiluri și sound-uri. 
În piese cum ar fi "Somewhere I Belong" apare un mariaj fericit între sample-uri triste și sunete "grele" de chitară. În "Breaking The Habit" și "Faint" apare pianul, iar în "Easier To Run" toate acestea se îmbină cu efecte complexe. În "Nobody's Listening" apare un flaut tradițional japonez denumit "shakuhachi" care accentuează influențele hip-hop ale acestei piese. Toate aceste aranjamente muzicale deosebite și variate în același timp se îmbină perfect cu modul în care cei doi vocaliști ai trupei Bennington și Shinoda se completează reciproc. Acest stil muzical, oarecum original, al celor de la Linkin Park te invită practic să le reasculți piesele. 
În timpul unui tuneu în Europa în 2002 membrilor trupei le-a căzut în mână o revistă care prezenta diferite destinații turistice din Grecia. Pe copertă, cuvântul "Meteora" și poza care era alături le-au atras atenția. De aici imaginația celor 6 s-a pus în mișcare. 
Meteora este un grup de șase mănăstiri care își înalță vârfurile la peste 1500 de picioare deasupra câmpiilor din centrul Greciei, care, după cum spune Bennington, "parcă sunt de pe altă planetă", ceea ce este într-o oarecare măsură adevărat (pentru a vedea cu ochii voștri uitați-vă la James Bond, jucat de Roger Moore, care îi bate pe toți în perimetrul uneia dintre mănăstiri). Din limba greacă cuvântul se traduce ca "cel care se rotește în aer". Este un termen care se potrivește perfect atât zonei respective din Grecia, cât și albumului Linkin Park. Tot Bennington completează "vrem ca piesele pe care le vom scrie să emane aceeași enegie pe care o emană titlul".
"Este pe cât de epic, pe atât de frumos și se potrivește perfect cu mesajul pe care am vrut noi să-l transmitem prin acest nou album" spune Shinoda. "Cei care vizitează Meteora o fac pentru a se desprinde de stresul cotidian, pentru a fi singuri atunci când simt că trebuie să ia o pauză și nu în ultimul rând pentru a se regăsi pe ei înșiși. Și de fapt, acesta este cea mai importantă temă pe care o abordează albumul și anume regăsirea de sine. Fiecare piesă scoate la iveală sentimentele și emoțiile ascunse adânc în suflet în momentul în care fiecare dintre noi încearcă să se regăsească pe sine" completează Hahn.
De această dată Bennington și Shinoda lărgesc cadrul emoțional prezent pe Hybrid Theory. În piesele de pe acel album, după cum spune Shinoda, era vorba despre frustrare, furie, frică și confuzie, toate aceste sentimente având drept concluzie catharsis-ul, fiind privite din perspectiva unui tânăr. Prin contrast Meteora reflectă viețile membrilor Linkin Park, care au luat o turnură tumultoasă din momentul din care a fost lansat albumul lor de debut. "Am realizat turnee în întreaga lume timp de doi ani. Doar acest lucru te face să te oprești pentru un timp și să privești în urma ta" spune Shinoda. "Întotdeauna am încercat ca cele mai importante sentimente umane să se confrunte în piesele noastre, iar albumul acesta conține astfel de piese. Însa Meteora este diferită tocmai prin modul prin care am reușit să zugrăvim condiția umană în fața acestor sentimente" . "Este totuși un album care prezintă fața întunecată a lucrurilor, dar care la origine este un album care degajă optimism" spune Bennington. "Suntem încă aceeași, dar acum vedem o luminiță la capătul tunelului" .
Versurile piesei "Somewhere I Belong" de exemplu descriu teamă și confuzie, dar refrenul aduce acel prim pas către găsirea unui antidot pentru aceste sentimente. Bennington cântă "Vreau să mă vindec. Vreau să simt că sunt aproape de ceva real. Vreau să găsesc ceea ce am dorit întotdeauna, undeva unde îmi este locul" .
În "Breaking The Habit" el spune "Nu știu pentru ce merită să lupt. Sau de ce trebuie să strig. Nu știu de ce spun ceea ce nu cred. Nu știu cum am ajuns aici. Știu că nu e bine. Așa că astă seară renunț la obiceiul acesta" .
Încă o dată, cei doi vocaliști cântă împreună pentru a aduce în prim plan un spectru bine închegat de emoții și sentimente. Bennington și Shinoda sunt acum prin prisma atât a vocilor cât și a sentimentelor lor indivizibile. "Mike este un maestru al computerului și un foarte bun muzician" spune Hahn, realizând o diferență între cei doi. "Chester aduce la vedere emoția. Se completează reciproc într-un mod 'yin-yang' formidabil".

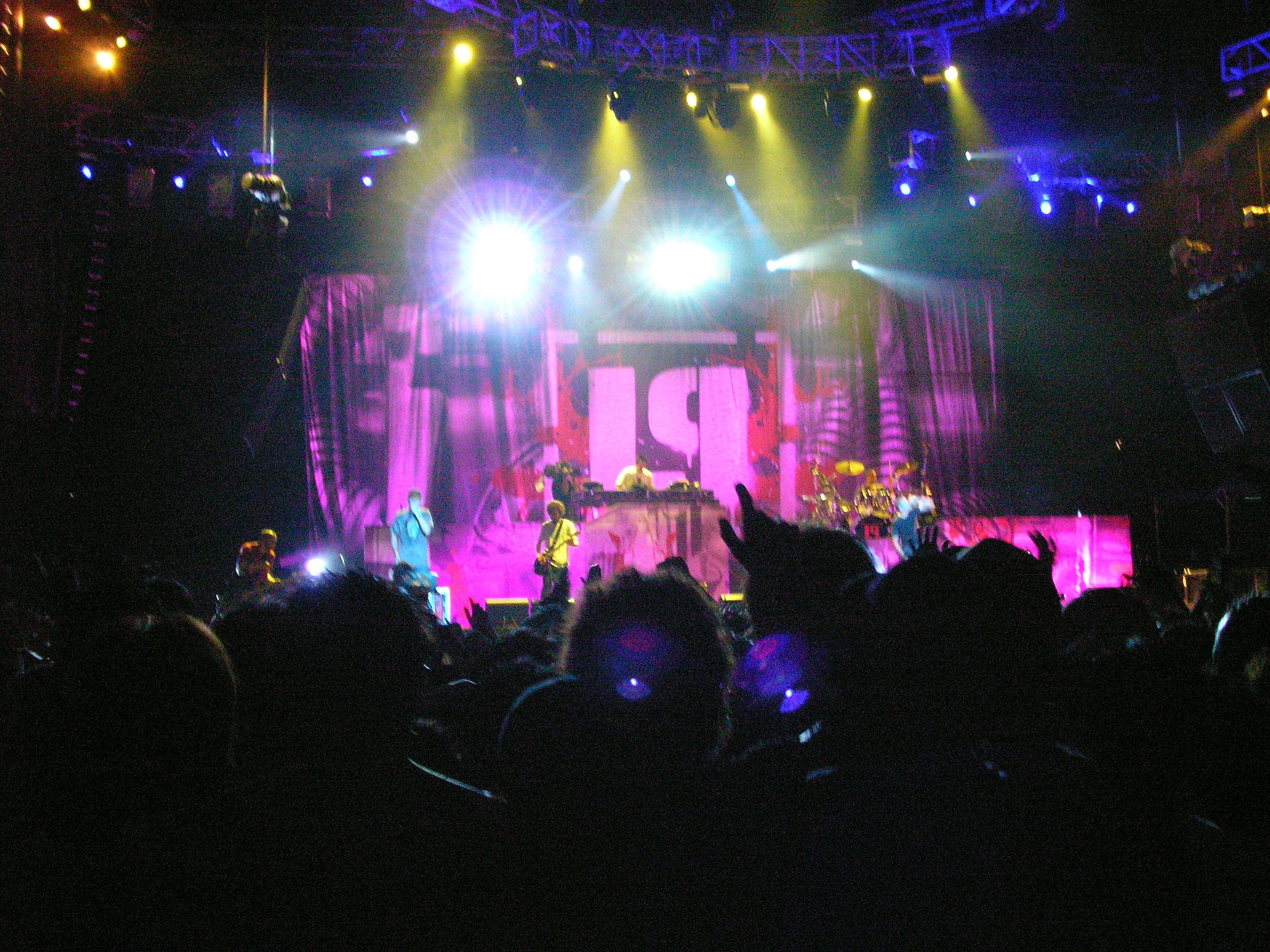
Linkin Park @ "Summer Sonic" 2006

De fapt întreaga trupă sună matur în Meteora, ceea ce este o realizare extrem de rar întâlnită. Faptul că fiecare dintre ei își păstrează propriile atribute într-o trupă foarte bine închegată cum este Linkin Park în acest moment este la fel de formidabil. "De fapt nu stăm foarte mult să ne gândim la relațiile care s-au format între noi" , spune Bourdon. "Ne simțim doar foarte norocoși și suntem extrem fericiți că ne-am găsit unul pe altul și că ne comportăm atât de bine împreună" .
"Colaborăm mult mai bine acum" spune Bennington. "Mike, de exemplu, mă cunoaște mai bine, la fel cum o fac și eu, iar acum ne este mult mai ușor să scriem versurile împreună. În cazul nostru nu este posibil să păstrezi secrete unul față de celălalt. Trebuie să îți deschizi sufletul, pentru ca și cel de lângă tine să facă același lucru" .
Bineînțeles că având astfel de relații atât de deschise unul cu celălalt, nu mai ai nevoie de psiholog, cine mai are nevoie de psiholog?
"Unii oamenii cred că noi suntem doar o trupă rock" spune Brad Delson, chitaristul trupei. "Noi credem că în muzica noastră se îmbina mai multe genuri, că de fapt ea este un hibrid pe care l-am creat noi șase" . Acest lucru este evidențiat cel mai bine de însuși titlul albumului de debut Hybrid Theory, în care poți întâlni un gen muzical în care se îmbină rock agresiv, rock alternativ, hip-hop sau electronic, un gen muzical original care a devenit practic specific Linkin Park.

## Membrii formației
| - Rob Bourdon – tobe, percuție (1996–prezent) - Brad Delson – chitară, clape (1996–prezent), bas (1998, 1999-2001) - Dave Farrell "Phoenix" – chitară bas, back vocal (1996–1998, 2001–prezent) - Joe Hahn "Mr. Hahn" – turntables, sampler, programare, clape, back vocal (1996–prezent) - Mike Shinoda – vocal, chitară ritmică, clape, pian (1996–prezent) - Emily Armstrong – vocal (2024–prezent) - Mark Wakefield – vocal (1996–1999) - Chester Bennington – vocal, chitară ritmică (1999-2017) - Kyle Christner – chitară bas (1999) - Ian Hornbeck – chitară bas (2000) - Scott Koziol – chitară bas (2000–2001) |

## Discografie
Albume
- Hybrid Theory (2000)
- Meteora (2003)
- Minutes to Midnight (2007)
- A Thousand Suns (2010)
- Living Things (2012)
- The Hunting Party (2014)
- One More Light (2017)
- From Zero (2024)